# Jan Tyranowski
Jan Tyranowski (9 février 1900 - 15 mars 1947) est un laïc catholique polonais du XXe siècle, élève de la spiritualité du Carmel, qui est connu pour avoir été le maître de vie spirituelle de Karol Wojtyła, le futur pape Jean-Paul II. Il fut en effet le leader de la jeunesse chrétienne de l'université Jagellonne de Cracovie et de la paroisse Saint-Stanislas-Kosta, durant la Seconde Guerre mondiale. 
L'Église catholique l'a reconnu vénérable.

## Biographie
Jan Tyranowski est né le 9 février 1900 à Cracovie, situé alors dans l'empire d'Autriche-Hongrie. Il grandit dans une famille modeste et religieuse. Il suit une formation d'expert-comptable avant de devenir tailleur. 
Animé d'une grande vie spirituelle, il est particulièrement pieux et consacre de longues heures de sa journée à la contemplation, en plus de la messe quotidienne à laquelle il participe. Il approfondit sa spiritualité auprès des écrits des saints Jean de la Croix, Thérèse d'Avila et Thérèse de l'Enfant-Jésus. Investit dans sa paroisse, il est aussi coopérateur salésien. 

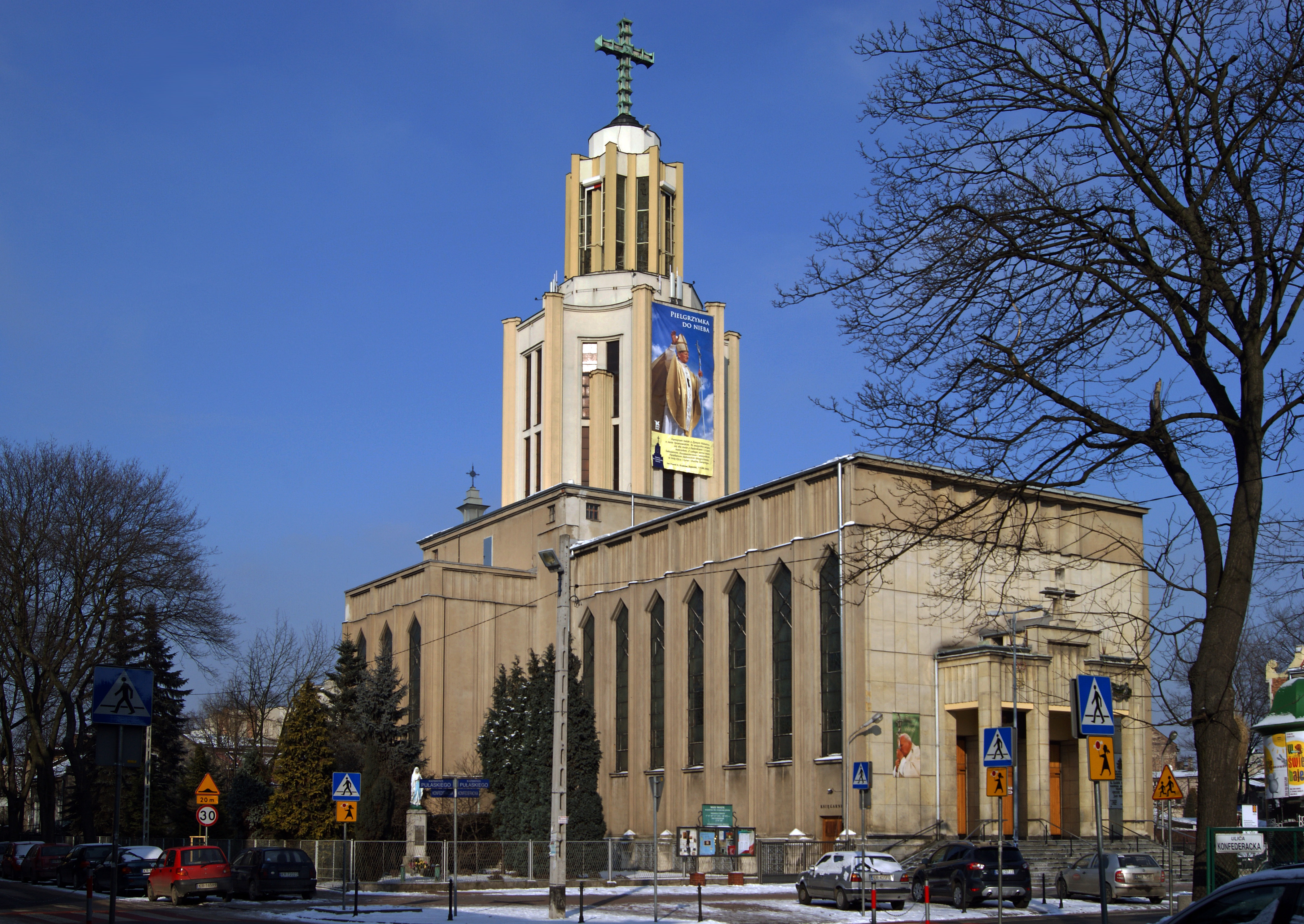
église Saint-Stanislas-Kostka, Cracovie

Pendant la Seconde Guerre mondiale, l'Allemagne nazie occupe la Pologne et de nombreux prêtres sont déportés. Dès lors, il tente tant bien que mal à organiser la vie paroissiale de l'église Saint-Stanislas-Kostka de Cracovie, désormais sans prêtres. Étant positionnée juste à côté de l'université Jagellonne, il encadre la pratique religieuse des étudiants catholiques. Jan Tyranowski monte notamment un groupe de prière nommé « Le Rosaire vivant », où il fera la rencontre de Karol Wojtyła, le futur pape Jean-Paul II. 
En outre il fait découvrir aux étudiants la prière contemplative, l'oraison de Thérèse d'Avila et les écrits du Carmel. Très empreint de la dévotion mariale, il leur fait notamment lire les écrits de saint Louis-Marie Grignion de Montfort. Dans ce contexte de guerre, Tyranowski transmet aux étudiants la puissance de la prière pour obtenir la paix. Il refuse d'utiliser les armes pour résister contre l'occupant nazi mais recommande la prière. 
Jan Tyranowski meurt le 15 mars 1947 à Cracovie. Il est enterré dans l'église Saint-Stanislas-Kosta, tenue par les Salésiens à Cracovie, dans le quartier de Debniki.

## Béatification et canonisation
Le pape Jean-Paul II, qui l'avait personnellement connu et subi son influence spirituelle, a écrit sur Jan Tyranowski. Il disait aussi de lui qu'il était l'un de ces saints caché au milieu des autres, qu'on ne voit pas. 
Le 28 avril 1997, la Congrégation pour les causes des saints autorise le diocèse de Cracovie d'ouvrir la cause en béatification et canonisation de Jan Tyranowski. La postulation est menée par les salésiens. Le 16 novembre 2001 l'enquête diocésaine est clôturée et transférée à Rome pour y être étudiée par le Saint-Siège.
Le 20 janvier 2017, le pape François reconnaît l'héroïcité de ses vertus et le déclare vénérable.